# Ritratto del cardinale Tavera
Il Ritratto del cardinale Tavera è un dipinto del pittore cretese El Greco realizzato nel 1609 e conservato nel'Hospital de Tavera a Toledo in Spagna. Si tratta di un dipinto dell'ultimo soggiorno tolediano.

## Descrizione e stile
Il cardinale Juan Pardo de Tavera fu il fondatore dell'ospedale di san Giovanni Battista a Toledo che è comunemente conosciuto con il nome del prelato o come Ospedale de Afuera, ubicato al di fuori delle mura della città. Questo ritratto non è stato facile da realizzare dal pittore in quanto il cardinale era morto nel 1545. El Greco si basò sulla maschera mortuaria realizzata da Alonso Berruguete.
Nel dipinto le linee del viso sono profondamente segnate, completate dal malessere che ha portato alla sua morte. La sua figura è raffigurata in tre quarti di profilo su uno sfondo neutro, dietro un tavolo decorato da una tovaglia verde dove riposa il cappello cardinalizio, un libro e la mano sinistra di Tavera. Sebbene enfatizzi l'aspetto cadaverico dell'uomo, anche il cretese ci mostra il lato forte e vitale dell'ecclesiastico. I colori sono molto vivaci, nei toni del verde e del rosso e la pennellata è allentata, come nell'intera tappa finale di El Greco.